# Масао Нозава
Масао Нозава (јап. 野澤 正雄) био је јапански фудбалер.

## Репрезентација
За репрезентацију Јапана дебитовао је 1930. године. За тај тим је одиграо 2 утакмице.

## Статистика
| Јапан  | Јапан   | Јапан  |
| Година | Наступи | Голови |
| ------ | ------- | ------ |
| 1930.  | 2       | 0      |
| Укупно | 2       | 0      |